# 圣玛丽亚-德尔贝罗卡尔
圣玛丽亚-德尔贝罗卡尔（西班牙語：Santa María del Berrocal）是西班牙卡斯蒂利亚-莱昂阿维拉省的一个市镇。总面积28平方公里，总人口535人（2001年），人口密度19人/平方公里。